# 7-Eleven
7-Eleven (anglès:seven-eleven) és una cadena multinacional de botigues de conveniència, fundada el 1927 a Dallas (Estats Units).
Amb prop de 46.000 establiments a 16 països, la majoria d'ells franquícies, 7-Eleven és la cadena de botigues d'abastament més gran del món. El grup està especialitzat en la venda minorista d'articles bàsics d'alimentació, adrogueria i premsa, però la seva oferta varia depenent del país. Els seus principals mercats es troben en Amèrica del Nord i Àsia. El seu nom fa referència a l'horari d'obertura original, de 07:00-23:00.
Des 2005, és una empresa subsidiària del grup detallista japonès Seven & I Holdings.

## Història
En 1927, John Jefferson Green, un empleat de la fàbrica de gel Southland Ice Company de Dallas (Estats Units), va arribar a un acord amb el seu patró, Joe C. Thompson, per obrir un petit negoci on vendre llet, pa i ous prop del seu lloc de treball. El gerent es va adonar que els productes a la venda es conservaven més temps que en altres botigues gràcies a les propietats del gel i els treballadors no necessitaven recórrer grans distàncies per fer les seves compres, de manera que va obrir llocs similars en altres factories de la seva propietat i va canviar el nom de la matriu a Southland Corporation, que va començar a controlar les franquícies que s'obrien. Un any després, totes les botigues van adoptar el nom Tote'm Store. Però la seva progressió es va frenar durant la Gran Depressió i es va reduir l'activitat a l'àrea metropolitana de Dallas i Fort Worth.
L'empresa va aprofitar la recuperació econòmica de la postguerra i en 1946 va passar a cridar 7-Eleven, en referència al seu nou horari d'obertura, des de les set del matí fins a les onze de la nit durant tota la setmana. Sota la presidència de Joseph Thompson, la cadena va créixer amb rapidesa a Texas, fins a arribar als cent establiments en 1952, i es va expandir a altres estats. En 1961, Southland Corporation es va convertir en una societat anònima i va iniciar una agressiva campanya d'expansió amb la compra de fàbriques, plantes de producció i altres cadenes de franquícies a Califòrnia i la Costa Est dels Estats Units. A partir de 1963, alguns 7-Eleven començar a obrir durant les 24 hores.
La seva expansió internacional va començar a 1969 amb l'obertura del primer negoci al Canadà. A principis de la dècada de 1970, es va introduir a Europa amb la compra el 50% de les accions del grup britànic Cavenham, que en aquells anys comptava amb 840 establiments a tot el Regne Unit. I el desembre de 1973, va arribar a un acord amb el conglomerat Ito-Yokado per iniciar la seva activitat en Japó, que actualment és el país amb més 7-Eleven del món. En 1976, es va obrir la primera franquícia mexicana a Monterrey.
Tot i que el pla d'expansió funcionar, el grup propietari de les franquícies començar a patir problemes econòmics en els anys 1980 i va tenir alguns errors comercials. En 1983, Southland Corporation va comprar l'empresa petroliera Citgo per 780 milions de dòlars per comercialitzar la seva pròpia benzina a les seves botigues. Però l'operació no va ser rendible per la caiguda de la demanda i l'excés d'oferta en el sector. Després de quatre exercicis amb pèrdues, el grup va vendre el 50% de Citgo a Petrolis de Veneçuela (PDVSA) al setembre de 1986. En virtut de l'acord, la companyia veneçolana es va convertir en el seu subministrador principal durant els següents 20 anys. El juliol de 1987, el conseller delegat de Southland, John Philp Thompson, va completar l'adquisició de l'empresa per un total de 5.200 milions de dòlars, a través d'una empresa de capital inversió. El grup es va desfer d'actius per reduir el seu deute i va vendre la resta de la seva participació en Citgo, però no va ser suficient i l'octubre de 1990 va declarar la fallida.
Els propietaris de la franquícia al Japó comprar Southland en 1991 per 430 milions de dòlars i es van desfer de tots els actius no relacionats amb la venda minorista. El 1999, es va canviar el nom de Southland per 7-Eleven, Inc per reflectir la seva nova condició. Es va emprendre una remodelació de totes les franquícies a nivell mundial, es van fer estudis per captar nous consumidors i es va centrar el negoci en els mercats d'Amèrica del Nord i Àsia.
En 2007, 7-Eleven es va convertir en la cadena de botigues més gran del planeta amb 32.000 franquícies a 17 països, superant en mil locals a McDonald's.

## Botigues i productes

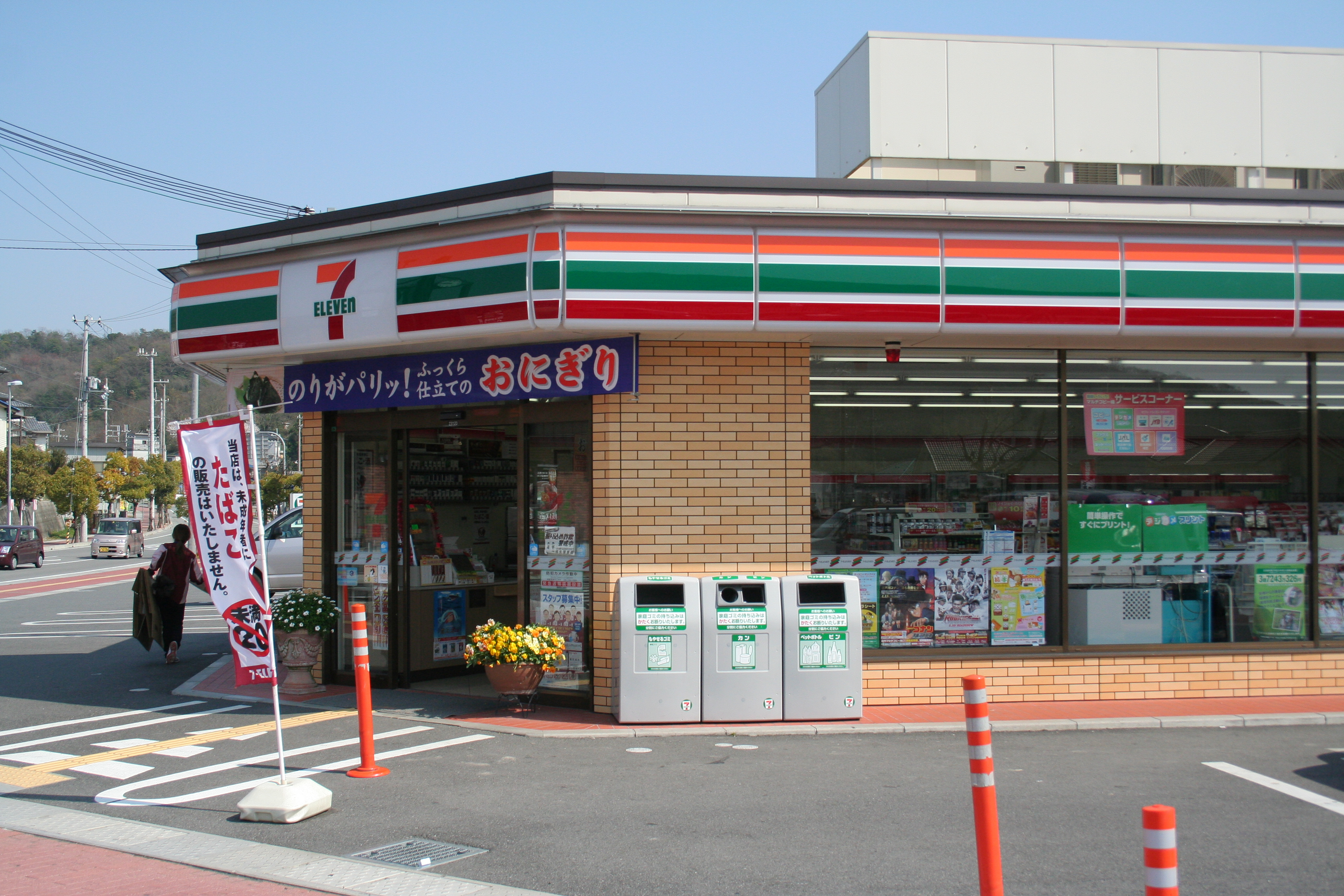
Exterior d'un 7-Eleven en Japó, el país amb més establiments de la franquícia.

7-Eleven té una xarxa de botigues formada per més de 48.000 locals a 16 països. Aquesta xifra el converteix en la multinacional amb més establiments del planeta, en competència amb la cadena de restaurants McDonald's. La majoria són petites superfícies en règim de franquícia i estan controlades per Seven&IHoldings, una matriu creada el 2005 per la companyia japonesa Ito-Yokado.
La seu central de l'empresa es troba a Dallas, Texas (Estats Units), on va iniciar la seva activitat en 1927. Només al seu país d'origen compte amb 7.500 botigues de conveniència. No obstant això, el país amb més 7-Eleven del món és Japó que, des de gener de 1974 fins a la data, ha obert prop de 15.000 establiments. Actualment, el negoci del grup està concentrat a Amèrica del Nord, Australàsia i Escandinàvia:
- Amèrica del Nord: Estats Units, Canadà, Mèxic
- Àsia: Japó, Tailàndia, Corea del Sud, Xina,  Taiwan, Malàisia, Singapur, Filipines, Indonèsia
- Europa: Noruega, Suècia, Dinamarca
- Oceania: Austràlia

L'únic país de parla hispana on 7-Eleven és present és Mèxic, que actualment disposa de 1.429 botigues. La primera franquícia es va obrir a 1976 a la ciutat de Monterrey i va ser una associació entre la matriu 7-Eleven Inc i el Grup Xapa. La cadena es va cridar "Super 7" fins a mitjans dels anys 1990, quan va adoptar el nom original. Els seus principals competidors en el mercat nacional són Oxxo i Botigues Extra. 7-Eleven també va estar present a Espanya fins a la dècada del 2000.
La majoria de franquícies de 7-Eleven són botigues de conveniència de mida petita, que venen articles d'alimentació, begudes, adrogueria i premsa. Moltes d'elles es troben en benzineres i estacions de servei, i fins i tot tenen els seus propis sortidors de gasolina. La cadena té la seva pròpia línia de marca blanca i productes específics. Entre els més populars es troben el Slurpee, un granissat que es va començar a vendre a 1967, i el Big Gulp, un format de refrescos de grans dimensions que es va introduir en 1980.

## Vegeu també

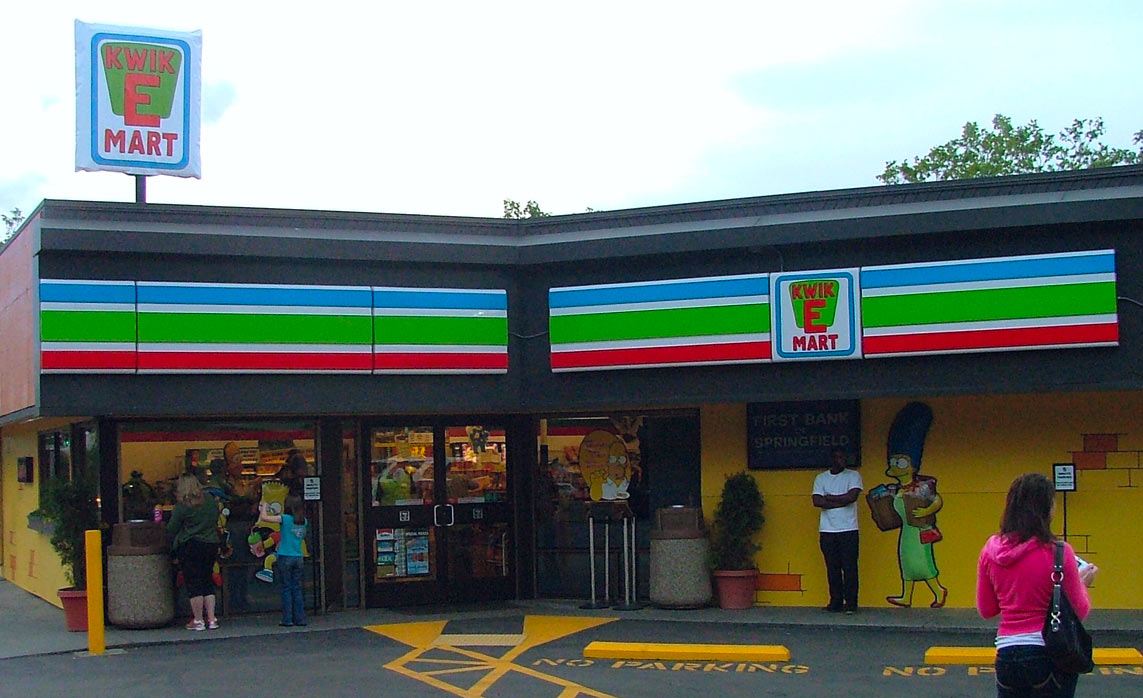
Un 7-Eleven de Seattle, transformat en Kwik-E-Mart durant la promoció de Els Simpson: La pel·lícula.